# Geschiedenis van de Molukkers in Nederland

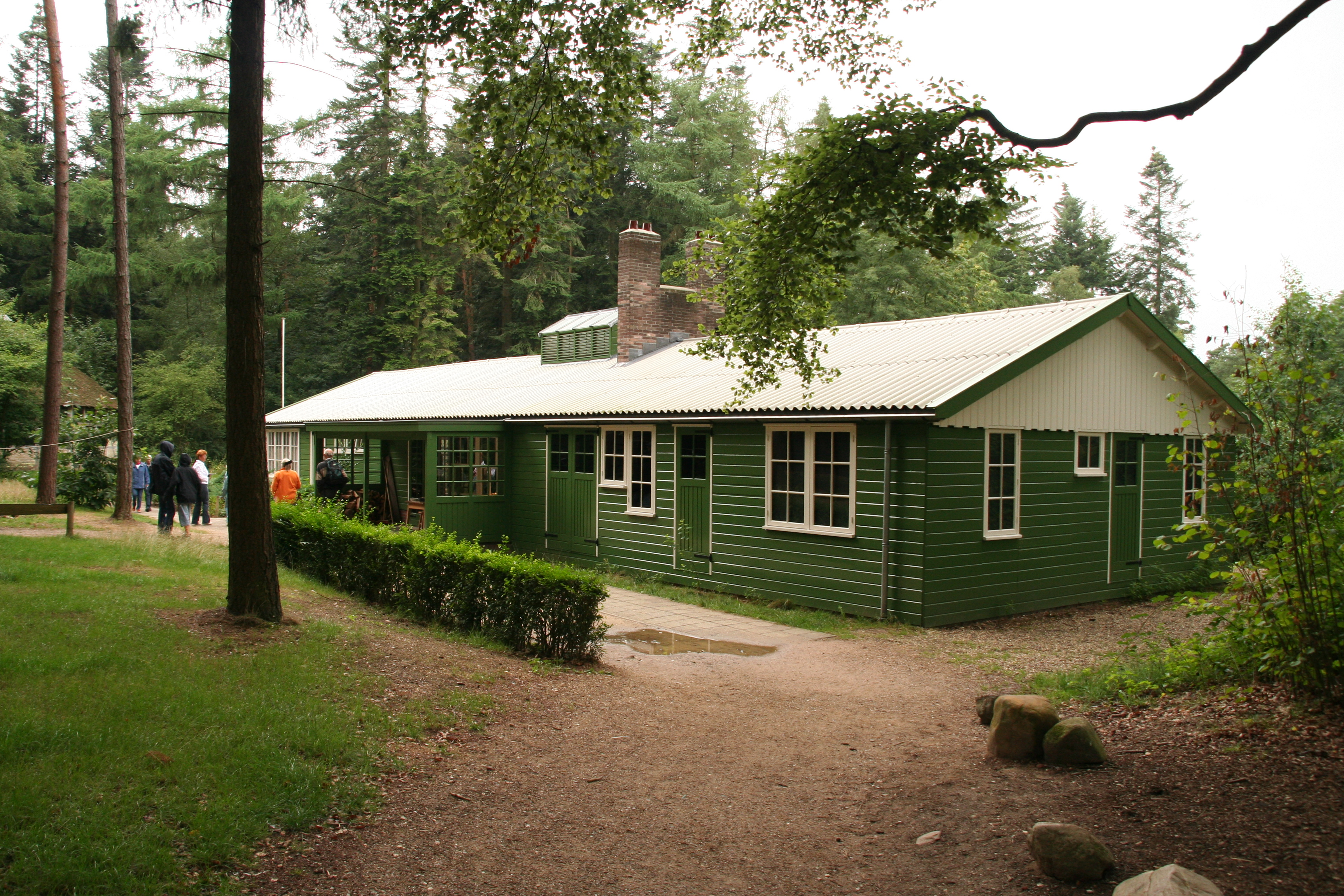
Molukse woonbarak in het Openluchtmuseum te Arnhem. De barak is afkomstig uit een woonoord bij Lage Mierde

De geschiedenis van de Molukkers in Nederland beschrijft hoe de Molukkers naar Nederland zijn gekomen en hoe het hen in Nederland is vergaan.

## Terminologie
Om de Molukkers in Nederland aan te duiden is een aantal namen in omloop die niet allemaal technisch gezien op dezelfde groep slaat. De tegenwoordig meest gebruikte is "Molukker", de term voor de oorspronkelijke inwoners van de eilandengroep de Molukken.
Een van de eilanden in deze eilandengroep is Ambon. Voor 1970 werden de Molukkers dan ook vaak met "Ambonezen" aangeduid. De verwarring is begrijpelijk aangezien Ambonezen met ongeveer 90% de duidelijke meerderheid van de Molukkers in Nederland vormen. De twee begrippen zijn echter niet strikt genomen synoniemen, ook al worden ze zo gebruikt door zowel Nederlanders als Ambonezen.
"Zuid-Molukkers" slaat strikt genomen op de voorstanders van de niet internationaal erkende Republiek der Zuid-Molukken en wordt voornamelijk in politieke contexten gebruikt.

## Geschiedenis

### Voorgeschiedenis
Ambon en de omliggende eilanden waren enkele van de eerste en grondigst door de Nederlanders gekoloniseerde gebieden van Oost-Indië.  Een van de eilanden, Banda, is berucht vanwege het volledig uitmoorden van de bevolking door Jan Pieterszoon Coen. Ten gevolge van succesvolle missionering is tegenwoordig ongeveer de helft van de bevolking christelijk. Bij een deel van deze  Molukkers was een carrière in het  Koninklijk Nederlandsch-Indisch Leger (KNIL) populair. Het KNIL had Nederlandse officieren, maar voornamelijk inheemse onderofficieren en soldaten. De Molukkers golden als betrouwbare, loyale soldaten. Ze vormden, naast andere inheemse etniciteiten, een belangrijk deel van het KNIL.
Na de bezetting van Nederlands-Indië van 1942-1945 door Japan in de Tweede Wereldoorlog wilde de Nederlandse regering haar gezag over de kolonie herstellen. De Indonesiërs kwamen daartegen in opstand en onder leiding van Soekarno brak tussen 1945 en 1949 een onafhankelijkheidsstrijd uit. Het KNIL kreeg van de Nederlandse overheid de opdracht de orde te handhaven en de vrijheidsstrijders te ontwapenen.
Na de onafhankelijkheid van Indonesië op 28 december 1949 werd het KNIL op 26 juli 1950 opgeheven. De 62.000 inheemse soldaten van het KNIL kregen de keuze ofwel gedemobiliseerd te worden, ofwel deel uit te gaan maken van het Indonesisch Nationaal Leger (TNI). Beide opties waren, vooral voor de Molukkers, niet erg aantrekkelijk, zodat in oktober 1950 nog steeds 8000 mensen geen beslissing genomen hadden. Zij werden tijdelijk, totdat ze konden worden gedemobiliseerd, in het normale Nederlandse leger opgenomen. Aangezien deze groep zich op Java in een vijandige omgeving bevond moesten zij in hun kazernes blijven.

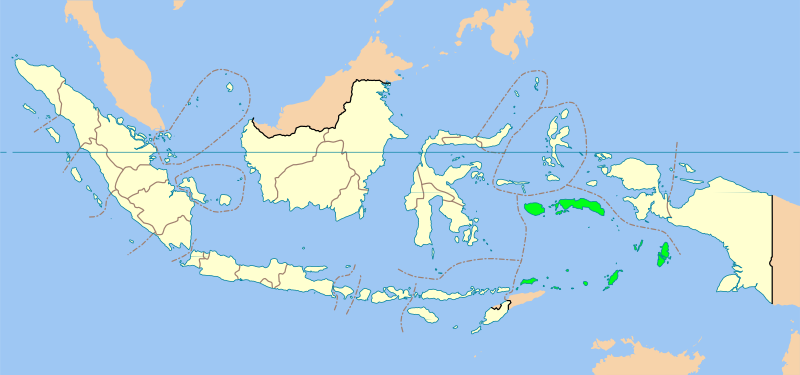
Door de RMS opgeëist grondgebied (groen)

Intussen was de situatie in Indonesië veranderd. Hoewel bij de soevereiniteitsoverdracht bedongen was dat Indonesië een federale structuur zou krijgen, veranderde het land al snel in een eenheidsstaat. Als reactie hierop werd op 25 april 1950 op de Molukse eilanden de Republik Maluku Selatan (Republiek der Zuid-Molukken – RMS) uitgeroepen.
De overgebleven Molukse voormalige KNIL-soldaten, die tijdelijk op Java verbleven, ondersteunden de RMS. Zij wilden daarom op Ambon gedemobiliseerd worden om zich aan te sluiten bij het leger van de RMS. Nederland wilde de jonge betrekkingen met de voormalige kolonie echter niet verstoren en stond de wens van de Molukse militairen daarom niet toe. Tegelijk stond het onder sterke internationale druk om de dekolonisatie te versnellen.

### Eerste generatie

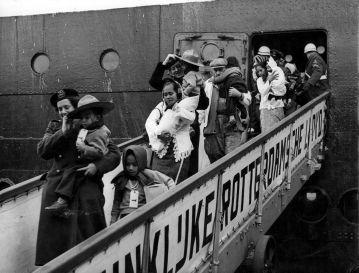
Aankomst van Molukkers in Rotterdam, 1951

Een rechterlijke uitspraak verbood de Nederlandse regering de overblijvende Molukse militairen te laten demobiliseren op Java. Deze groep wilde gedemobiliseerd worden op de Molukken en zich aansluiten bij de APRMS (strijdkrachten van de RMS) om de Molukken te beschermen tegen het Indonesische leger dat de Molukken was binnengevallen. Deze keuze werd niet gehonoreerd door de Nederlandse overheid. Op dwingend advies van de delegatie Aponno vanuit Nederland kozen een aantal Molukkers daarom voor de, in hun ogen enige reële mogelijkheid, van een tijdelijke overkomst naar Nederland. Ook een groep Molukse soldaten en onderofficieren die daar niet voor kozen werd onder bevel van de Koninklijke Landmacht naar Nederland overgebracht. De niet gedemobiliseerde 3578 soldaten – 1231 onderofficieren, 2341 gewone soldaten en 6 geestelijke verzorgers – werden, samen met hun gezinnen – in totaal ongeveer 12.500 personen –  met troepenschepen naar Nederland overgebracht. Tussen 23 maart en 21 juni 1951 Daar kregen zij na aankomst te horen dat ze waren gedemilitariseerd. Eerst uit de KNIL en nu uit de Koninklijke Landmacht. De opname in de KL was, zo bleek later, enkel bedoeld geweest om alsnog een militair bevel te kunnen afvaardigen als deze groep niet zelf zou kiezen voor inscheping naar Nederland.
Bij gebrek aan andere voorzieningen werden de voormalige militairen met hun gezinnen ondergebracht in een 90-tal centrale woonoorden. Dit waren voormalige kampen van de Dienst Uitvoering Werken, oude kazernes en kloosters, maar ook de voormalige concentratiekampen Westerbork en Vught. De opvang in deze kampen kan vergeleken worden met die in hedendaagse asielzoekerscentra. Bij deze onderbrenging werd echter geen rekening gehouden met het dorp van herkomst van de Molukkers, dat nochtans erg belangrijk is in het leven van de Molukkers.

#### Tijdelijk verblijf
Men ging ervan uit dat de ontslagen Molukse militairen en hun gezinnen slechts tot ze konden worden gerepatrieerd in Nederland zouden zijn; gedacht werd aanvankelijk aan zes maanden. In eerste instantie dacht men zelfs dat het niet nodig zou zijn de kinderen in het Nederlandse onderwijssysteem te integreren. Gedurende de eerste twintig jaar bleef het Nederlandse beleid op terugkeer gericht. In 1952 was er een eenmalige poging om de situatie op andere wijze op te lossen. Men bood de ontslagen Molukse soldaten toen de mogelijkheid een speciaal semi-militair corps voor de bewaking van militaire objecten te vormen. Deze wilden hier echter alleen mee akkoord gaan op voorwaarde dat aan enkele onmogelijke eisen betreffende de Indonesisch-Nederlandse betrekkingen voldaan zouden zijn. Molukkers kregen lang geen kans Nederlands burger te worden, ze waren Indonesiër volgens de overheid. Aangezien de betrokkenen het Indonesische staatsburgerschap weigerden betekende dit dat ze stateloos waren.
Dit gebrek aan integratie betekende dat de Nederlandse overheid voor de Molukkers moest zorgen. Hiervoor werd vanuit het ministerie van Maatschappelijk werk de Commissie Ambonezenzorg (CAZ) (foute omschrijving: CAZ staat voor Commissariaat van Ambonezenzorg) opgericht. Deze ontwikkelde zich al snel tot een autonoom lichaam dat verantwoordelijk was voor zowat alles dat te maken had met de Molukkers. Om met de inwoners van de kampen te kunnen communiceren werden zogenaamde 'kampraden' opgericht.

#### Heroriëntatie
In deze context moesten de Molukkers zich heroriënteren. Hiervoor steunden zij op drie dingen: de tangsi-tradities, het politieke ideaal van Molukse onafhankelijkheid en de adat.
Het KNIL was voor velen de basis van hun bestaan geweest. In de barakken van het KNIL (tangsi) hadden de soldaten en hun families onder direct toezicht van de onderofficieren geleefd. Deze autoritaire structuur werd in de kampen opnieuw gecreëerd. De onderofficieren beheersten dankzij hun status, kennis van het Nederlands en bescheiden opleiding de kampraden. Aangezien de kampen op afgelegen plaatsen lagen, konden zij zo het contact met de buitenwereld monopoliseren. Dit werd nog door een verdere factor versterkt: de gefrustreerde en verveelde Molukkers raakten regelmatig slaags om dingen als religie (zie Religie) en eiland van herkomst. Om dit te verhinderen herverdeelde de overheid de Molukkers, zodat de individuele kampen erg homogeen werden.
In plaats van op het leger, werd de gemeenschap sterk op de gedachte van Molukse onafhankelijkheid, die ervoor zou zorgen dat ze konden terugkeren, georiënteerd. In dit streven werden ze aanvankelijk door het merendeel van de Nederlandse bevolking ondersteund. De overheid achtte het echter niet wijs zich in interne Indonesische aangelegenheden in te mengen. Wel gaf het, als geste van sympathie, politiek asiel aan RMS-leiders die Indonesië ontvlucht waren.
Adat, ten slotte, zijn de oude Ambonese, deels voorchristelijke tradities. In Nederland bloeiden zij weer op. Oude regels, die op de eilanden zelf soms niet meer strikt werden nagevolgd, werden plots weer belangrijk en zelfs mensen die nooit op de Molukken geweest waren, interesseerden zich ineens voor de adat.
Vooral voor oudere mensen en de vrouwen waren ook de twee Molukse protestante kerken, de Gereja Protestan Maluku en de Geredja Indjili Maluku (GIM), een belangrijke bron van structuur in het leven. Door kerkraden, zangkoren en kerkelijke jongerenorganisaties vormden deze ook bij de andere Molukkers een belangrijk deel van het leven.
Deze heroriëntatie van de Molukkers kan vervolgd worden in de evolutie van de Molukse organisaties. In het begin ontstond een groot aantal organisaties, maar tegen het einde van de jaren 60 was enkel de Badan Persatuan van enig belang. Zij was sterk op de RMS gericht en had sterke banden met de GIM.

#### 'Normalisatie'
Vanaf 1954 begon de Nederlandse overheid steeds meer verantwoordelijkheid over te hevelen naar de Molukkers zelf. Ze moesten (gedeeltelijk) hun eigen huur betalen en men begon ze te stimuleren werk te zoeken.
Tegelijk stond de overheid er nog altijd op dat het verblijf van de Molukkers in Nederland tijdelijk zou zijn. De situatie werd echter steeds onhoudbaarder. De kampbarakken, die aanvankelijk al van lage kwaliteit waren, vervielen van jaar tot jaar meer en Molukse kinderen deden het slecht in het onderwijs. In 1957 werd een commissie voor het oplossen van de situatie opgericht. Zij kwam echter pas 1959 met een voorstel: het bouwen van speciale wijken voor de Molukkers, de Molukkerswijken. De laatste van deze werd in 1969, tien jaar later, klaargemaakt.
De verhuizing naar de wijken zorgde voor verbeterde woonomstandigheden. Ze doorbrak echter niet de Molukse isolatie van de samenleving. De kampraden werden simpelweg vervangen door wijkraden. De leden van deze raden dankten hun positie aan hun vaardigheid het contact met de buitenwereld te monopoliseren. Zij hadden geen voordeel bij de integratie van de Molukkers. Ook de politieke leiders van de RMS waren tegen integratie. Zij vreesden dat dit zou zorgen voor een afname van de loyaliteit jegens het RMS-ideaal.
Vanaf de late jaren ‘60 begon de overheid te proberen de Molukkers te overtuigen dat hun toekomst in Nederland lag. Tegen dan waren de Molukkers echter al vastgezet in hun idealen. De CAZ werd op 1 januari 1970 afgeschaft. Hiermee maakte de overheid officieel een einde aan de 'tijdelijke' situatie. Ze erkende dat het een zwaarwegende fout geweest was de Molukkers te ontslaan en hen zo lang wijs te maken dat ze naar huis zouden keren. De omgang tegenover de Molukkers bleef echter nog lange tijd fragmentarisch en improvisatorisch.

#### Animositeit tegenover Nederland
De verhoudingen tussen de Nederlandse regering en de Molukkers bleven jarenlang zwaar belast door de plotselinge overkomst naar Nederland en het collectieve ontslag uit het leger.
Hierbij kwam nog een derde factor: Het weigeren zijdens de Nederlanders om zich actief voor het oprichten van een Molukse republiek in te zetten. De Molukse gemeenschap had geen middelen om zelf voor hun RMS-ideaal te vechten. Zij konden enkel eisen dat de Nederlandse overheid dit zou doen. Toen ze dat niet deed en de Nederlandse bevolking langzaamaan de interesse in de Molukse zaak verloor, sloeg de haat tegen Indonesië, dat ver weg lag, om in een haat tegen Nederland.
De normalisatiepogingen vanaf 1954 verergerden deze haat alleen nog maar. De Molukkers waren er intussen aan gewend dat hen alles gegeven werd. Ook zagen ze de nieuwe maatregelen als een ontkenning van hun militaire status.
Het personeel van de CAZ, voor de Molukkers het zichtbaarste deel van Nederland, kreeg deze haat zwaar te verduren. Velen van hen reageerden hierop door contact met de Molukkers te minimaliseren. Dit leidde tot een verdere isolatie.

### Tweede generatie
Rond deze tijd begon een nieuwe generatie Molukkers volwassen te worden. Deze generatie was in de kampen, in Nederland geboren en had nooit in het KNIL gediend. Het gevolg was dat zij hun situatie anders beleefden.
Zij waren enerzijds beter vertrouwd met de moderne wereld dan hun ouders. Ondanks de bemoeilijkende omstandigheden was de Molukse isolatie van de samenleving niet totaal. Zo hadden vrouwen via de medische zorg contact met moderne, Nederlandse ideeën over opvoeding en gezinsplanning. Dit leidde tot een drastische afname van het aantal kinderen per vrouw. In andere domeinen was de verandering minder merkbaar, maar ook het aantal Molukkers dat buiten de wijken leefde en de deelname in het onderwijssysteem en de arbeidsmarkt namen langzaamaan toe.
Anderzijds verzette deze nieuwe generatie zich steeds meer tegen de ideeën van de vorige generatie.  Zij begrepen dat hun ouders hen geen advies konden geven in deze nieuwe wereld en vonden diens opvoeding te autoritair. Het gebrek aan succes van de RMS-beweging zorgde ervoor dat zij geen vertrouwen meer hadden in het leiderschap daarvan.
Dit generatieconflict uitte zich op twee manieren: gewelddadige acties in de jaren '70 en een geleidelijker proces van omdenken tijdens de jaren '80.

#### Molukse acties

##### Voorgeschiedenis
Na inmiddels twintig jaar, was het doel van een onafhankelijke republiek der Zuid-Molukken nog altijd niet dichterbij. Dit zorgde ervoor dat het vertrouwen van de gemeenschap (niet enkel jongeren) in het politieke leiderschap van de RMS daalde.
Dit zorgde ervoor dat een aantal Molukkers (ongeveer 10%) zich met Indonesië verzoenden. Zij vroegen bij de Indonesische ambassade in Den Haag om toestemming om naar hun families en dorpen terug te mogen keren. Hiervoor moesten zij echter de republiek Indonesië accepteren, wat door de RMS-ondersteunende Molukkers als hoogverraad werd gezien. Daarnaast zorgde deze terugkeerbeweging voor angst dat de Indonesische ambassade probeerde de gemeenschap te infiltreren om de loyaliteit aan het RMS-ideaal te ondergraven. Het kwam tot gewelddadige aanvallen op families die verondersteld werden "Indonesische contacten" te hebben. Dit vergrootte de verdeeldheid binnen de Molukse gemeenschap.
Ook binnen de politieke leiding ontstond een splitsing. Een militaristische factie beschuldigde de Manusama-regering ervan niet genoeg voor de verwerkelijking van een onafhankelijke Molukkenrepubliek te doen. Dit mondde erin uit dat Isaac Julius Tamaëla, de leider van de militaristen, in juni 1969 een eigen RMS-regering uitriep.
De Manusama-regering had een "lijfwacht", het Korps Pendjagaan Keamanan (KPK). Na de splitsing richtte Tamaëla als tegengewicht zijn "commando’s" op, een soort semi-leger. Het duurde niet lang voordat deze organisaties begonnen elkaar te bevechten. Het spectaculairste voorval was een overval van KPK-leden op het huis van Tatuhey, de "premier" van de Tamaëla-regering.

##### Motieven
De Molukse acties werden uitgevoerd door jongeren, voornamelijk leden van de tweede generatie. Zij werden hierin echter gesteund door bepaalde leden van de RMS-leiding. Dit wil niet zeggen dat de acties door hen gepland werden, maar zij zetten de jongeren er toe aan en voorzagen hen van wapens. De jongeren zelf hadden hierbij grotendeels het gevoel dat ze autonoom handelden.
Voor de jongeren was het motief dat zij zich miskend voelden door de Nederlandse samenleving en ontevreden waren met het gebrek aan succes van de RMS tot dan toe. Zij wilden dit veranderen door directe acties, gericht ofwel tegen Indonesië ofwel tegen de Nederlandse samenleving.
De ouderen die hen ondersteunden hadden hiervoor andere redenen. Zij zagen in de acties ten eerste een middel om de interne verdeeldheid en geweld naar buiten te richten, tegen Indonesië en Nederland, en ten tweede een middel de toenemende integratie, die volgens hen de loyaliteit jegens het RMS-ideaal zou verminderen, te verhinderen.

##### Acties

###### Bezetting ambassade van Wassenaar
De eerste Molukse actie was de bezetting van de Indonesische Ambassade te Wassenaar. Vroeg in de ochtend van 31 augustus 1970 waren 33 zwaarbewapende Molukse jongeren, leden van beide RMS-facties, met  verschillende auto’s bijeen gekomen op de hoek van de Rijksstraatweg en de Kerkeboslaan in Wassenaar. Daar stond de woning van de Indonesische ambassadeur. Nadat ze zich verzameld hadden renden ze over het 
gazon, drongen het huis binnen en gijzelden het aanwezige personeel. De Nederlandse patrouillerende agent werd doodgeschoten. Laat in de middag van dezelfde dag gaven ze zich al weer over. Ze waren, na een gesprek met Manusama, tot de conclusie gekomen dat hun doelen bereikt waren: ze hadden publiciteit voor de Molukse zaak gekregen en het geplande staatsbezoek van de Indonesische president Soeharto was uitgesteld. De gijzeling duurde van begin tot einde ongeveer twaalf uur.
De Nederlandse reactie op de bezetting was vrij mild. De jongeren kregen celstraffen tussen de vier maanden en drie jaar; de rechter toonde begrip voor hun nood iets voor het RMS-ideaal te doen. Ook waren er gesprekken tussen de regering en Manusama, maar daar kwam weinig uit. Binnen de Molukse gemeenschap werden ze echter als helden ontvangen, wat wellicht latere jongeren inspireerde tot navolging.
Leiders van de KPK waren betrokken bij de planning van de actie, maar het is niet geweten in hoeverre de actie gepland was door de KPK.

###### Treinkaping bij Wijster en bezetting Indonesisch consulaat

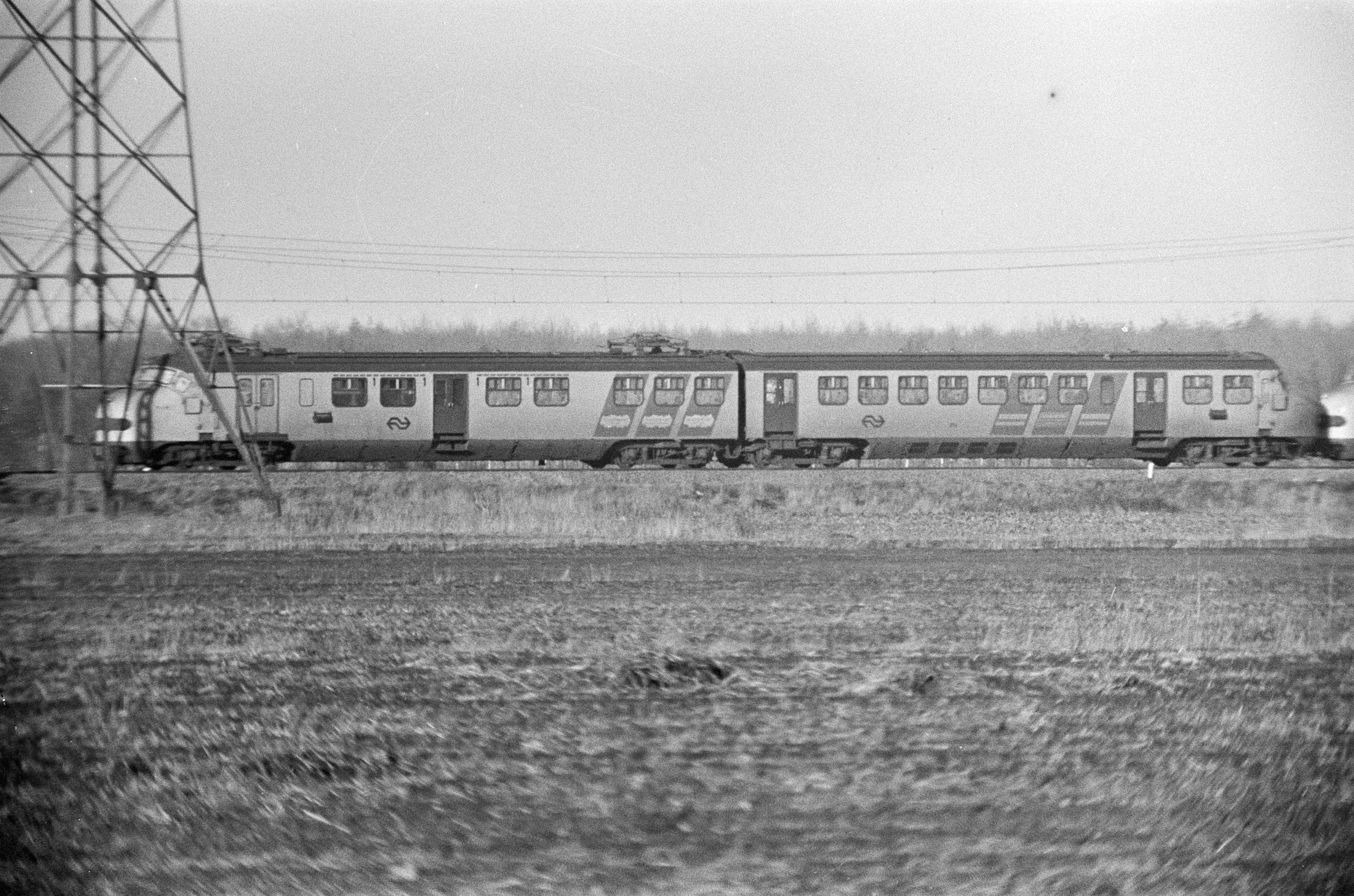
De bij Wijster gekaapte trein op de twaalfde dag van de gijzeling

Op 2 december 1975 kaapte een groep Molukse jongeren een trein in de buurt van het dorp Wijster (provincie Drenthe). Er vielen drie doden: de machinist en twee passagiers. De gijzelnemers gaven zich uiteindelijk op 14 december over. Op dezelfde dag als de treinkaping bezette een andere groep Molukse jongeren het Indonesische consulaat in Amsterdam en een school voor Indonesische kinderen, die zich in hetzelfde gebouw bevond. Hierbij viel één dode, een medewerker van het consulaat. Deze bezetting werd op 19 december beëindigd.
Deze tweede actie plaatste de Nederlandse overheid in een benarde situatie. De eisen van de Molukse jongeren waren vaak onduidelijk of niet uitvoerbaar. Wat Nederland de Molukkers wel kon bieden waren symbolische concessies (zoals een audiëntie bij de premier voor Manusama) en deelname in de maatschappij. Dit laatste was echter precies wat de Molukkers niet wilden. In de tussentijd nam het gevaar toe dat er represailles van de Nederlandse meerderheidsbevolking tegen de Molukkers zouden komen.

###### Treinkaping bij De Punt en gijzeling lagere school in Bovensmilde

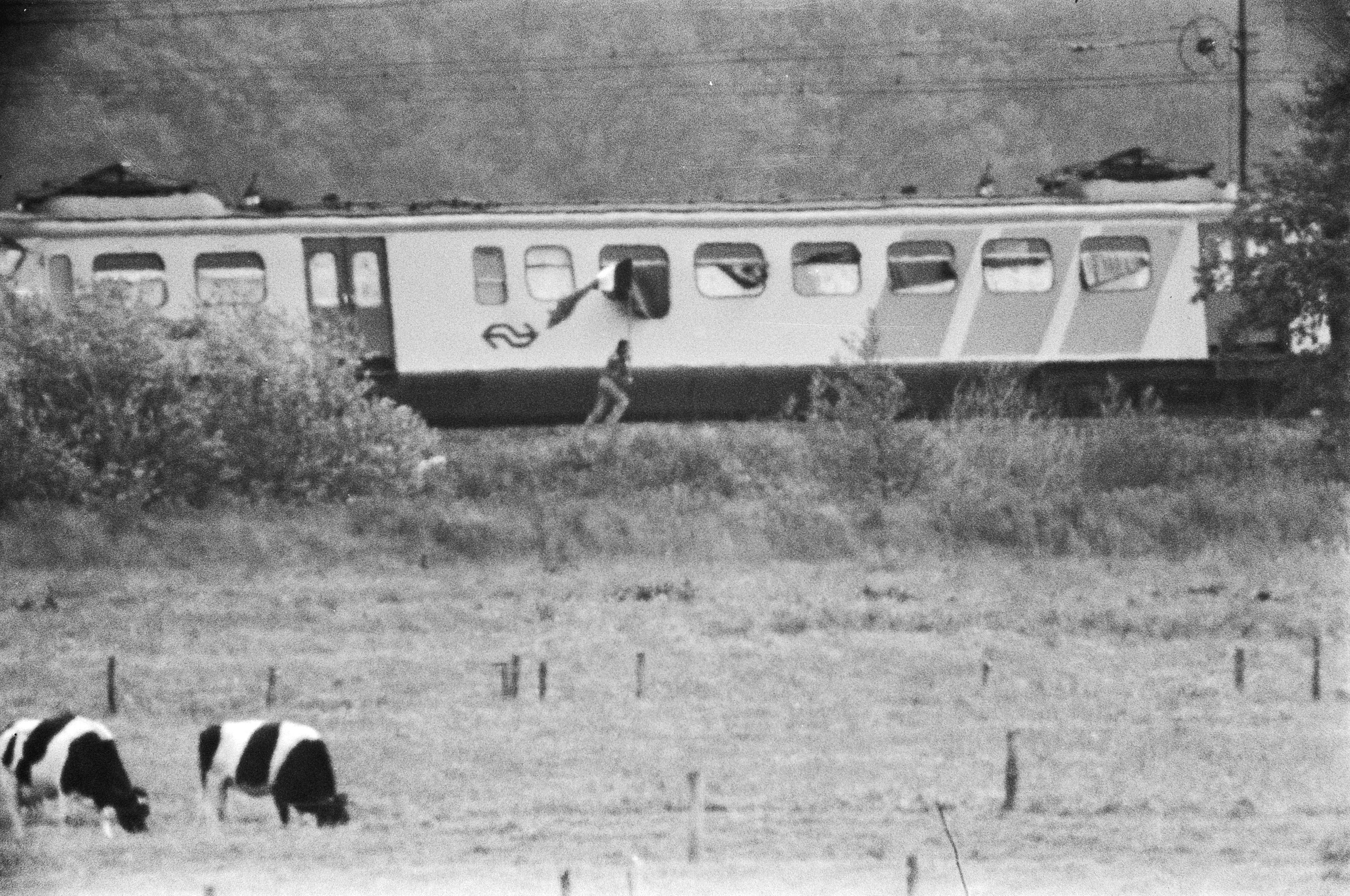
Een kaper loopt met een RMS-vlag langs de bij De Punt gekaapte trein.

Op 23 mei 1977 vond een tweede dubbele actie plaats. Wederom werd in Drenthe een trein gekaapt, deze keer in de buurt van het dorp De Punt. Tegelijk werden in een dorpsschool in Bovensmilde zo'n honderd kleine kinderen en hun leerkrachten gegijzeld. De schoolkinderen werden op 27 mei vrijgelaten. Onderhandelingen met de treinkapers liepen echter vast, zodat de trein op 11 juni bestormd werd. Hierbij kwamen twee gegijzelden en zes gijzelnemers om het leven.
Deze acties hadden een sterke invloed op de Molukse gemeenschap. Dat voor hun zaak lagereschoolkinderen gegijzeld werden, vulde veel Molukkers met schaamte. Men begon zich af te vragen wat het nut van het geweld was, voor welke doelen precies gestreden werd. Na 1977 stopte de ondersteuning van de acties door leden van de RMS-leiding.

###### Gijzeling in het provinciehuis te Assen

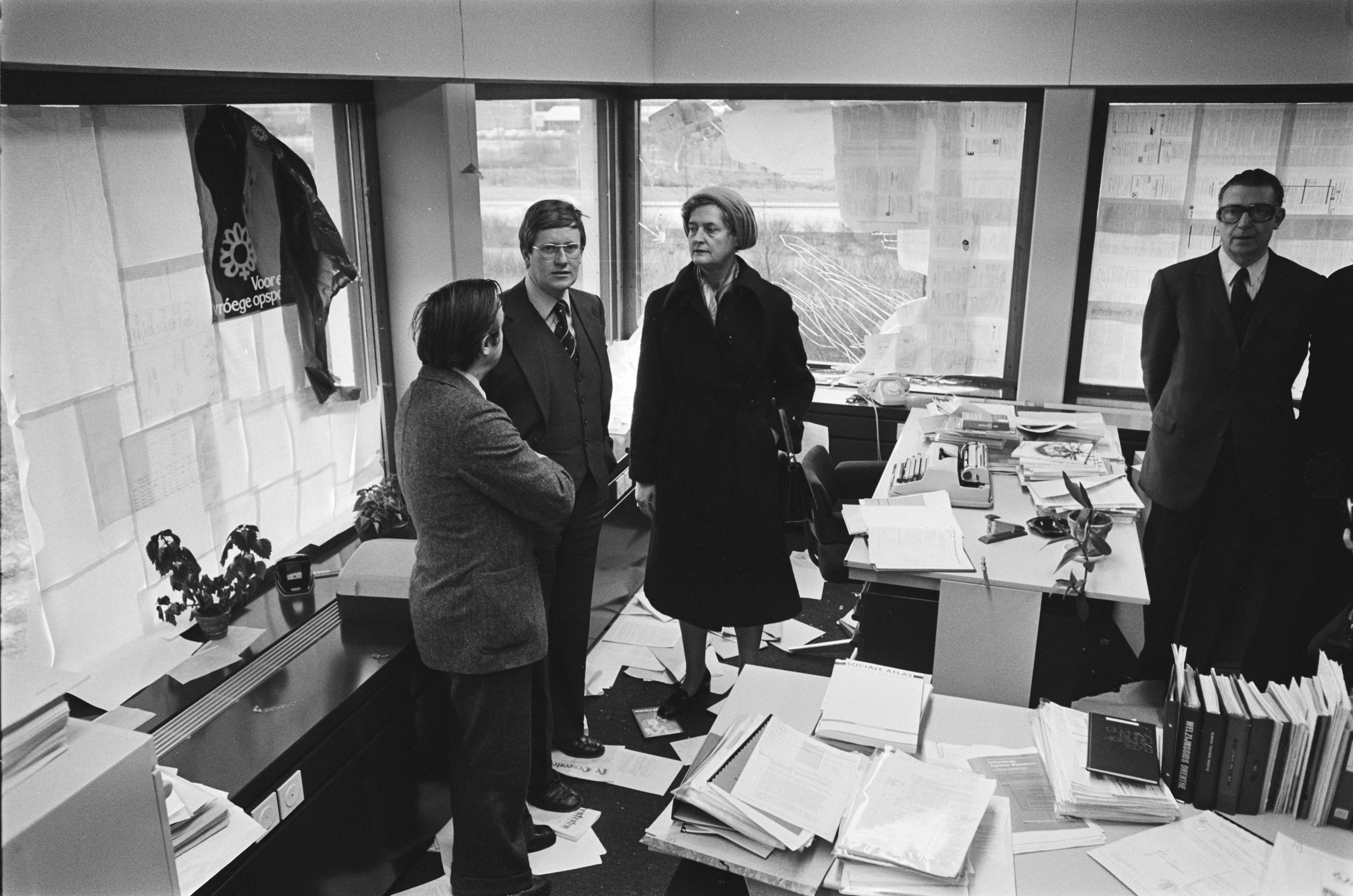
Het provinciehuis van Drenthe een dag na de beëindiging van de gijzeling

Desondanks gijzelden op 13 maart 1978 drie Molukkers het provinciehuis van Drenthe (in Assen). Deze gijzeling werd al de volgende dag beëindigd door een interventie van de Bijzondere Bijstands Eenheid. In totaal stierven twee mensen: een gegijzelde werd doodgeschoten; een tweede raakte gewond tijdens de bevrijdingsactie en stierf enkele weken later.

#### Proces van omdenken
Als gevolg van de acties van '77 was het Molukse leiderschap tot de conclusie gekomen dat geweld alleen maar negatieve gevolgen kon hebben. Vanaf dan ontstond dan ook een toenemende bereidheid tot onderhandelingen en integratie.
In 1978 publiceerde de regering een beleidsnota, "De problematiek van de Molukse minderheid in Nederland". Hierin werd niet ingegaan op de politieke eisen van de gemeenschap, maar werden wederom maatregelen voorgesteld om hun deelname in de samenleving te vergroten. Dit was een aanpak die vroeger altijd verontwaardiging had opgeroepen van Molukse leiders. Deze keer was dit echter anders. Als gevolg van deze nota begon het Inspraakorgaan Welzijn Molukkers (IWM), een onderhandelingsplatform dat al sinds 1976 bestond, te functioneren. Discussies over emancipatie, identiteit en discriminatie werden nu als belangrijk gezien en niet als een manier om de loyaliteit jegens het RMS-ideaal te verminderen.
Rond dezelfde tijd begon de Nederlandse overheid Molukse jongeren mogelijkheden te bieden om Java en Ambon te bezoeken, om te zien hoe de situatie daar werkelijk was. Molukkers die in Nederland waren opgegroeid hadden namelijk een volledig vertekend beeld van het leven op de Molukken. Zij stelden zich voor dat het een aards paradijs was dat alleen besmeurd werd door de boze Javanen. Daarom waren de RMS-leiders ook tegen de reizen naar Ambon. Zij wilde deze illusie oprecht houden. Een van de organisatoren, Kuhuwael, werd zelfs in zijn huis neergeschoten. (Hij overleefde.) Desondanks werden de reizen erg populair bij Molukse jongeren en droegen er inderdaad toe bij dat ze een realistischere blik op de situatie op de Molukken kregen.
Ook kregen de Molukse wijken tijdens de jaren zeventig, naast de al bestaande geestelijke en politieke instituties, een sociaal-culturele institutie in de vorm van welzijnsinstellingen. Hierin werden politieke scholingen georganiseerd, kindercrèches en vrouwengroepen actief en bestond de mogelijkheid om feesten te organiseren of culturele groepen te laten optreden. De stichtingen gaven zo jongeren een kans invloed uit te oefenen op de ontwikkelingen in de gemeenschap.
Deze situatie leidde tot een dubbel proces van omdenken. Ten eerste verbreedde de nieuwe generatie de tunnelvisie op een onafhankelijke staat der Zuid-Molukken. Ze begon zich in te zetten voor humanitaire projecten op de Molukken en begonnen zich te interesseren voor de situatie in heel Indonesië, niet enkel op Ambon.
Ten tweede begon ze haar situatie in Nederland niet als een politiek, maar als een sociaal probleem te zien. Ze begonnen problemen aan te spreken als de hoge werkeloosheid en het onvermogen van Nederlandse leerkrachten om specifieke problemen van Molukse kinderen op te lossen. Dit leidde tot positieve-discriminatie-maatregelen en een langzame verbetering van de positie van de Molukkers na 1980.

### Derde generatie
De Molukse gemeenschap telt tegenwoordig ongeveer 40.000 leden. Ze is echter niet meer even duidelijk gedefinieerd als vroeger en is grotendeels geassimileerd in de Nederlandse samenleving. Door gemengde huwelijken, migratie uit de Molukse wijken en culturele heroriëntatie zijn de grenzen vager geworden. Desondanks identificeert de meerderheid zich nog altijd met de Molukken. De huidige, derde generatie beseft echter ook dat hun leven in Nederland geworteld is en zet zich steeds meer in voor de belangen van de eigen gemeenschap in Nederland. De tunnelvisie op het RMS-ideaal is grotendeels verdwenen. Een harde kern van RMS-ondersteuners blijft wel nog altijd de situatie van de Molukkers in Nederland puur in politieke termen zien, maar deze harde kern heeft niet meer dezelfde invloed als vroeger. Toch blijft er onrust in de Molukse gemeenschap aanwezig, zeker als de situatie op de Molukken slecht is. Het geweld daar in 1999 zorgde ook in de Nederlandse Molukse gemeenschap voor spanningen en zelfs enkele gewelddadige incidenten. Dit nam echter snel terug af. Vanaf 21 maart 2021 is in verband met de 70 jaar durende aanwezigheid van de Molukkers in Nederland door Museum Maluku voorheen beken als het Moluks Historisch Museum onder leiding van de directeur Henry Timisela een livestream talkshow gestart genaamd, 'Beta disini'. In deze livestream werd de Molukse aanwezigheid zichtbaar gemaakt door middel van interviews en reportages. Dit heeft ervoor gezorgd dat de Molukse jongeren van de derde generatie zich meer zijn gaan verdiepen in de Molukse identiteit door middel van het maken van documentaires, korte films, fotografie en videoclips.

### Erkenning

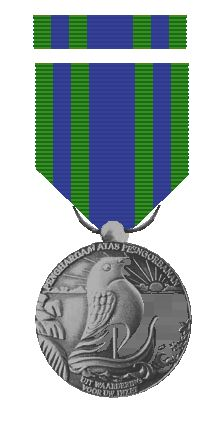
De Herdenkingspenning komst Ambonezen naar Nederland met baton

In 1986 werden na langdurig overleg een Herdenkingspenning komst Ambonezen naar Nederland en een zogenaamde Rietkerk-uitkering vastgesteld.
In 2016 betaalde het ministerie van VWS voor het eerst uitkeringen uit aan oud-KNIL-militairen omdat die tijdens de Tweede Wereldoorlog geen loon hadden gekregen. Hieronder waren ook Molukkers.

### Het Landelijk Moluks Monument
Op 21 maart 2021 is er een crowdfundingactie gestart voor het financieren van het Landelijk Molukse Monument. De campagnefilm is geregisseerd en gemonteerd door de Molukse regisseur Uriël Matahelumual. Het doel van het monument is om meer erkenning te krijgen voor de aanwezigheid van Molukkers in Nederland, maar ook het dialoog te starten over de geschiedenis van de Molukkers. Als de crowdfunding actie succesvol is afgerond dan wordt het monument geplaatst op de Lloydkade in Rotterdam dit is ook tevens de aankomst plek van ex-knil militairen, marinemannen en de gezinnen.

### Marine-Molukkers
Molukkers dienden niet enkel in het KNIL. Ook de marine had (niet uitsluitend Molukse) inheemsen in dienst. In 1941 waren het er 1879, ofwel een derde van het beroepspersoneel van de marine. Na 1942 moeten het er nog meer geweest zijn, onder andere doordat ook nog tijdens de oorlog personeel op de TNS-eilanden (Teun, Nila en Seroea) werd gerekruteerd.
De Molukkers speelden een grote rol in het verzet dat er in Nederlands-Indië was. Ook na de oorlog bleven velen van hen loyaal aan Nederland. In februari 1942 had de marine nog slechts 682 inheemsen in dienst, omdat velen van hen gedeserteerd waren om zich bij de toekomstige republiek Indonesië aan te sluiten. Bij de blijvers waren de Molukkers wellicht de grootste bevolkingsgroep.
Ook na de Tweede Wereldoorlog werden nog nieuwe inheemsen gerekruteerd. Toen duidelijk werd dat Indonesië onafhankelijk zou worden, besloot de marine echter haar inheemse personeel geleidelijk aan door pensionering, ontslag en overgang naar de Indonesische zeestrijdkrachten (ALRIS) af te laten vloeien. Zoals ook het geval was voor de KNIL-soldaten, maakte de uitroeping van de RMS hier een einde aan. Sommige Molukkers die op het punt stonden naar de ALRIS over te stappen, wilden dit nu niet meer doen; andere Molukkers die zich nog op Java bevonden, konden nu niet meer naar huis omdat schepen van ALRIS de weg versperden.
De marineleiding besloot uiteindelijk deze "vijfentachtig man" ook naar Nederland over te brengen, zoals dat al met de KNIL-soldaten was gebeurd. De bedoeling was dat dit zonder aanhang zou gebeuren, maar de marine-autoriteiten in Indonesië lieten de Molukkers toch hun gezinnen meenemen. Hierbij werden vaak gezinnen gescheiden, omdat sommige gezinsleden al op de Molukken waren.
De marine-Molukkers werden niet samen met de KNIL-soldaten in Molukkenkampen gehuisd, maar in kleinere voormalige werkkampen en marine-pensions in Medemblik, Doorn, Arnhem, Randwijk, Bergen en Nijmegen. Ze werden ook niet ontslagen en beschikten dus over een vast maandinkomen, waardoor de meesten van hen al na een paar jaar een eigen huurwoning – vooral in Den Helder, Nieuw-Loosdrecht en Amsterdam –  betrokken. Hun kinderen groeiden op tussen de Nederlanders en integreerden vlotter dan die van de voormalige KNIL-soldaten.
Enkelen van hen hadden al bij aankomst de Nederlandse nationaliteit. De anderen kregen de tijdelijke status "Koninklijke Marine Reserve Kort Verband" (KMRKV). Vanaf einde jaren '50 begonnen zij – ook onder druk van de marine-autoriteiten – de Nederlandse nationaliteit aan te nemen. Tegen 1965 hadden alle marine-Molukkers een Nederlands paspoort.

## Talen
Historisch werden op de Molukken een groot aantal Austronesische talen gesproken, de bahasa tana. Daarnaast wordt een op het Maleis gebaseerde creooltaal gesproken, het Ambonees Maleis ofwel Ambonees. De eerste generatie Molukkers in Nederland had dus op zijn minst een beetje kennis van de bahasa tanah en sprak ook vaak Ambonees. Ze waren bovendien bekend met een vorm van het Indonesisch die tijdens formele gelegenheden gebruikt werd en met een versimpelde vorm van het Maleis dat in het KNIL gebruikt werd, het Kazernemaleis ofwel Tangsi Maleis, waarover verder niet veel gekend is.
De situatie bij de tweede en derde generatie was zeer anders. Zij hebben, dankzij het Nederlandstalig onderwijs en door de invloed van de massamedia, een goede kennis van het Nederlands. Vooral bij hen die uit de Molukse wijken vertrokken zijn, zijn er zo een aantal eentalig Nederlandstalige Molukkers. Daarnaast werden de bahasa tanah voor hen verborgen gehouden. Men meende zo de eenheid in de gemeenschap te bevorderen. Hierdoor zijn een aantal bahasa tanah in Nederland uitgestorven. Zo zijn er bijvoorbeeld nog maar een paar sprekers van het Saparua, hoewel mensen van het eiland Saparua juist een van de grotere deelgroepen van de Nederlandse Molukkers uitmaken. Door dit innige contact met het Nederlands en de nadruk op het Ambonees ontstond een mengvorm van de twee, het Malaju Sini ("Maleis van hier"), dat hoofdzakelijk door de tweede en derde generatie Molukkers gebruikt wordt.
De laatste tijd is er echter hernieuwd interesse voor de bahasa tanah. Er zijn taallessen voor enkele van hen en er is een trend waarbij podiumkunstenaars en dichters woorden uit de bahasa tanah gebruiken in hun werken. Ook is er eens sterk academisch interesse voor deze oorspronkelijke talen. Zo zijn van de 25 in Nederland gesproken bahasa tanah veertien in de Molukken zelf uitgestorven, waardoor zij enkel nog bij de Molukse Nederlanders bestudeerd kunnen worden.

## Religie
De overgrote meerderheid (72%) van de Molukkers in Nederland is protestants; een zestien procent is katholiek, voornamelijk afkomstig van de Kei- en Tanimbar-eilanden; twaalf procent is moslim.
In afwachting van hun terugkeer naar de Molukken, richtten de Molukkers een tijdelijke afdeling van de GPM in Nederland op. De moederkerk op Ambon wilde deze echter niet erkennen, zodat men besloot een zelfstandig kerkgenootschap op te richten, de Geredja Indjili Maluku (GIM - "Molukse Evangelische Kerk"). Door latere afsplitsingen zijn er tegenwoordig meer Molukse kerkgenootschappen. De katholieke Molukkers behoorden gewoon tot de parochie van de plaatsen waar ze woonden, maar onderhielden nauwe contacten met het bisdom op Ambon.
De islamitische Molukkers waren aanvankelijk verdeeld over twintig woonoorden. In 1954 werden ze allemaal samengebracht in het woonoord Wyldemerk bij Balk, in de provincie Friesland. Daar werd in 1956 een houten moskee gebouwd, de tweede moskee in Nederland. Door de sluiting van het kamp tussen 1966 en 1968 waren de inwoners gedwongen te verhuizen. De meesten gingen naar Ridderkerk en Waalwijk; enkele families naar Tilburg en 's-Hertogenbosch. In Ridderkerk werd de gemeenschap een woonhuis toegekend als gebedshuis. Dit bleek echter al snel te klein, waardoor voor het Suiker- en Offerfeest een gymzaal gehuurd moest worden. In 1978 werd een werkgroep opgericht die als doel had een eigen, permanente moskee te realiseren. Deze werd uiteindelijk, als verzoeningsgeste van de overheid, gerealiseerd in opdracht van de Rijksgebouwendienst. Na vijf jaar voorbereiding en een korte bouwtijd werd de moskee op 1 oktober 1984 klaar. Ze kreeg de naam Bait al Rahmaan ("Huis van Barmhartigheid").